# 大河原邦男
大河原 邦男（おおかわら くにお、1947年12月26日 - ）は、日本のメカニックデザイナー。
日本のメカニックデザイナーの草分け的存在で、『機動戦士ガンダム』に登場するモビルスーツのデザインで知られる。
東京都稲城市出身。息子はアニメーターの大河原烈。

## 人物
日本のアニメーション作品で初のメカニック専門のデザイナー。代表作は『科学忍者隊ガッチャマン』、『ヤッターマン』をはじめとするタイムボカンシリーズ、『機動戦士ガンダム』とそのシリーズ、『装甲騎兵ボトムズ』、『勇者王ガオガイガー』を含む勇者シリーズなど多数。特に『機動戦士ガンダム』が起こした大ブームにより、自身の名前と「メカニックデザイナー」という職種が社会に認知された。

## 略歴
実家が機械を扱う仕事を代々営んでいたことから建設機械等を頻繁に見かける環境に育ち、子供の頃から機械や物を作るのが好きだった。そのため、家の倉庫にある機械部品を遊び道具代わりに工作に励む少年時代を過ごした。
東京都立町田高等学校卒業後、東京造形大学グラフィックデザイン科に入学。1年後にテキスタイルデザイン科に転科し、機織や染め物などを学ぶ。
卒業後、オンワード樫山に入社し、紳士服の企画を担当。その後、キムラタンに転職し、子ども向けブランド「おとぎの国」の企画を担当するが、東京支店の企画部廃止で専門店向け営業職となる。同僚の女性との結婚を機に、「同じ職場に二人ともいるのは不都合があるのでは」と考えて会社を辞める。
1972年、新聞広告の求人欄を見てタツノコプロに応募し、美術課に背景を描く係として採用される。きっかけは結婚式で仲人に無職と紹介されるのが心苦しかったため。入社の決め手は妻の実家に近かったことだった。アニメや漫画に興味がなかったので、アニメの制作方法も知らなかった。
入社してすぐに『科学忍者隊ガッチャマン』のメインスタッフとなり、番組タイトルロゴを手掛ける。そして美術のかたわらメカデザインも担当していた上司の中村光毅に「メカデザインをやってみないか」と声をかけられ、メインメカ以外の敵メカや自動車などの乗り物などをすべて任される。番組エンディングでは中村と共に「メカニックデザイン」とクレジットされ、アニメ業界で初のメカ専門のデザイナーとなる。
1976年、タツノコプロを退社して中村と「デザインオフィス・メカマン」を設立する。フリー後初仕事の『ゴワッパー5ゴーダム』で、初めてメインメカのデザインを担当した。タイムボカンシリーズ第2作『ヤッターマン』で中村のデザインしたメインメカ以外のすべてのメカを担当。これ以降、すべてのシリーズ作品を担当した。
1978年、メカマンを退社してフリーランスとなる。転職したタツノコ時代の知人に声をかけてもらい、『無敵鋼人ダイターン3』からサンライズ制作作品に本格的に参加するようになる。続いて参加した『機動戦士ガンダム』がプラモデルの大ヒットにより社会的ブームとなり、以降、メカニックデザイナーという職種が広く認知されるようになった。『太陽の牙ダグラム』『装甲騎兵ボトムズ』では高橋良輔監督と組んでミリタリー系のリアルロボットを追求。一方で『勇者シリーズ』のようなヒーロー的なスーパーロボットのデザインも手掛けた。
デザイナー活動40周年にあたる2012年、第16回文化庁メディア芸術祭功労賞を受賞し、その功績を振り返るデザイン展覧会が各所で行われた。大河原のメカを見て育った世代と仕事する機会が増え、海外メーカーからのオリジナルメカの依頼や、実物の工業製品のデザインを引き受けることもある。
地元の稲城市では「MECHANICAL CITY INAGI PRESENTS 大河原邦男プロジェクト」と称して、公式キャラクター「稲城なしのすけ」のデザイン、大型モニュメントやデザインマンホールの設置、トークイベント「メカデザイナーズサミット」の開催など、様々なコラボ企画を推進している。

## 作風
- サンライズ作品では『機動戦士ガンダム』『装甲騎兵ボトムズ』などのリアルロボットアニメから『勇者シリーズ』などのスーパーロボットアニメまで担当し、タツノコプロでもシリアスな『科学忍者隊ガッチャマン』の一方でタイムボカンシリーズなどのギャグアニメも担当するなど、手掛ける作品のジャンルは幅広い[9][12]。
- デザインするうえで気を付けていたのは、子どもの成長に悪影響を及ぼさないこと[9]。またタツノコでの経験から、あまりグロテスクだったり過激だったりするものは控えて、あくまで子供たちがワクワクするようなメカを考える習慣が付いたという[23]。
- メカデザインの業界では漫画好きやアニメ好きという人物が多いが、自身はそれらに全く興味がない[4][6]。子供の頃から漫画家やアニメーターになりたいと考えていたわけではなく、業界に入ったのも偶然である[9]。そのため、メカデザイナーとして目指しているのは、監督が求めているものを提供する完璧な職人であること[24]。商業アニメの場合、デザインの良し悪しではなく、スポンサーサイドからの制約の範囲内で演出家のイメージを具体化し、アニメーターのほとんどがその形を頭の中に思い浮かべることできるようにするのがプロの仕事だと思っている[9][24]。アニメーションはチームプレーであり、アーティストの感性が強すぎると職業として成り立たないと考えているので、作品に自分を出さずにクライアントからの要望に出来る限り近付けることを目指して努力する[9][24]。そのため、デザインを考える上であまり苦労を感じたことはないという[9]。『装甲騎兵ボトムズ』のスコープドッグは唯一、自分が「やりたい」と温めていたデザインを制作側に提案したケースだった[16]。
- デザインに際しては、「現実にこのロボットを製造する場合、どういう工程で作るのか」までを考える[6]。実際に木工や金属加工で模型を作ることもあり、すぐにCADで図面に起こせるものをイメージしてデザインしている[6]。ゲーム会社からオファーが来るようになってからはパソコンや3DCGについても勉強するようになった[25]。
- 同じメカニックデザイナーでも、絵が好きな人間とメカが好きな人間がいて、ほとんどは前者だが、自身はメカやモノを作るのが好きなタイプであり、1970〜1980年代のロボットアニメ全盛期にはそのことが有利に働いたという[7][9]。1970年代以降、アニメのスポンサーは主に玩具会社になったため、変形や合体をプレゼンテーションしなければならず、その際、大河原は他のデザイナーのように絵を描くのではなく、立体模型を作っていた[7][9]。その方が絵を見せるよりもずっと理解しやすかったからである[7][9]。そのためスポンサーの受けが良く、だいたい即決してもらえたという[9]。
- シンプルな機能美も重視しているが、人間は見たことがある物を目にするとそれだけで『リアルだ』と認識するものなので、ザクの露出したパイプのように、あえて不合理なデザインでリアルさを訴求することもある[6]。
- 民族衣装やコスチューム、仏像などからもヒントを得てロボットをデザインしており、ガンダムも侍のチョンマゲや裃から着想を得ている[26]。
- 『ヤッターマン』とリアルロボットでは、『ヤッターマン』の仕事の方が面白いと思っている。理由は「どんなデザインをしても、誰からも批判されないから」[25]。
- 絵の彩色はポスターカラーで行っている[25]。

## 『機動戦士ガンダム』について
- 大河原の代表作であり、1980年にバンダイからプラモデルが発売されると全国的に品切れが続出し、社会現象にまでなった[15]。
- 大河原に依頼が来たのは、『ガンダム』の作画監督の安彦良和が、デザインをSF考証にうるさいスタジオぬえから別のスタジオに変えようとしたため[27]。当時、メカデザインを専門にやっていたのがぬえの他は大河原の所属するメカマンだけだったことと、安彦がエンターテインメント性を考えた場合、タツノコプロ出身者が良いのではないかと考えたのが理由だった[28][29]。初め、途中参加だった大河原には作品のイメージが十分に伝わっていなかったため、安彦がロバート・A・ハインラインのSF小説『宇宙の戦士』に掲載されたスタジオぬえの宮武一貴デザインの装甲強化服「パワードスーツ」の挿絵をもとに、後に「ガンキャノン」となるラフデザイン画を描いて見せた[28]。しかし、そのデザインでは主役ロボにはならないと却下されたので、代わりに大河原は宇宙服をモチーフにしたロボットをデザインしたが、これも主役向きでないということで却下された[26][29]。そこで大河原は、新たに"侍"をモチーフにしたロボットを提案した[26]。監督の富野由悠季の「それまでの円柱・角柱のロボットデザインから抜け出したい」という要望を考慮して腕や足に人間の筋肉のような要素を入れながらも、当時主流だった巨大ヒーローとしてのスーパーロボットの流れのままにデザインしたため、顔には人間のような口が付いており、安彦から「18メートルあるものに口があるのはおかしいだろう」というクレームが来てマスクが付けられた[9][29]。そしてそのデザインを安彦がクリンナップし、配色も決めたものが「ガンダム」の決定稿となった[29]。またスポンサーから主人公側には3体のロボットが必要だと言われ、大河原が安彦のラフをクリンナップした「ガンキャノン」と新たにデザインした「ガンタンク」もラインナップに加えられた[28]。
- 一方、商品になる予定の無かった敵のジオン側のメカは、主役に負けない、むしろそれを食うようなものを作ろうという反骨精神のもと、自由にデザインしたという[28][30]。その当時、敵メカは商品化を前提としておらず、デザインに対する制約も少なかった[7][28]。また富野も「モノアイ（単眼）」にだけはこだわっていたが、それ以外は基本的に自由にデザインさせてくれたという[31]。
- 「ザク」のデザインは、防毒マスクとオンワード樫山時代にたくさん描いた背広のデザインを参考にしている[9]。また動力パイプがむき出しなのは兵器としてはウィークポイントだが、あるのとないのとでは頭に残るイメージの強さがまるで違ってしまうので、あえてそういうデザインにしている[9]。大河原は「ザクができてはじめて連邦軍とジオン軍を合わせた作品全体のデザインコンセプトが完成したと思っている」と発言している[26][31]。
- ザクに続いてグフとドムをデザインすると、それまで何も言ってこなかった富野が次々にラフデザインを描いてよこすようになった[28][31]。アイデアを出すたびに富野から2倍の量の案が返ってくるので、そのやりとりで当時4作品を同時に抱えていた大河原には物理的に時間が無くなってしまい、途中から富野の案のままデザインするようになった[28][31]。富野の過激なデザインをフラットで中立にすることを心掛けていたが、富野に鈍感だと批判されたという[32]。
- 主役側の地球連邦軍と敵方のジオン公国のモビルスーツはそれぞれ、前者は連合国軍のアメリカ、後者はドイツ軍という自分なりの分け方をしている[28]。特に意識していたわけではなく、太平洋戦争の余韻を感じている世代なので、自然とそうなってしまったのだという[26]。同世代の富野や安彦など当時のクリエーター全員に当てはまることで、安彦が描くジオン軍のキャラクターがドイツ兵っぽかったのもそのせいだという[26]。
- ガンプラブーム以前、ガンダムも含めてロボットアニメの立体物商品といえば「超合金」などのダイカストモデルだったので、STマーク（玩具安全基準）を通過するための条件がかなり厳しかった。そのため、デザインの段階から尖っている部分は全部省かなくてはならず、強度的にも子供が落としたときのことまで考えなければならなかった[15]。

## エピソード
- 『科学忍者隊ガッチャマン』第59話に大河原と中村光毅をモデルにしたオガワラー博士とその助手のナカモーラという現実とは上司と部下の立場が逆転したキャラクターが登場する[1]。
- 『逆転イッパツマン』第38話にタイムリース社社員の大河原営業部員が登場する。
- リメイク版『ヤッターマン』第59話に「日本アニメ界を代表するメカデザイナーでヤッターマンやタイムボカンシリーズのほかあの国民的人気ロボットをデザインした偉い人」と解説に紹介されイラストで大河原本人が登場しており、ボヤッキーから「オオカワラちゃん」と気安く呼ばれ、携帯電話で最終決戦メカのデザインの依頼を受けている。それに応じてファクシミリで送った画稿2点は「モザイク処理」（ボヤッキー曰く「白くて角の生えたロボット」）、「自主規制」（ドロンジョいわく「ドラ〇〇ん」）でテレビで見せられない代物でボヤッキーに「クニオ、日本アニメ界を敵に回す気？」と怒られてしまう。最終案の最終決戦メカ「ドロンキング」のデザインが採用されている。「ドロンキング」のデザインはボヤッキーの「あんなの（足のこと）ただの飾りなのよ」というセリフから『機動戦士ガンダム』のジオングのパロディである。
- 「好きなメカ ベスト3」として、『機動戦士ガンダム』からザク、ハロ、ムサイ、同作以外には『装甲騎兵ボトムズ』に登場するAT（アーマードトルーパー）、『銀河漂流バイファム』に登場するバイファム、『蒼き流星SPTレイズナー』に登場するレイズナーを挙げている[33]。モビルスーツバリエーションについては、プラモデルに同梱されているパンフレット[注 6]によると「ガンダムMSVシリーズはアニメーションでは作画上の制約から採用されないようなデザインを模したもの。いわゆる、デザインの遊びだったのですが、プラモデル化されたことにより多くのファンの方に親しまれているのは光栄」と述べている。また、他のインタビューでは「こんなに長く続くものだとは思っていなかった。もう少し考えて描くべきだった」とこぼしている[34]。
- 「私の仕事は、アニメの現場と玩具屋さんの橋渡し」と語り、他と全く違うアプローチをし「首だけメカ」等をデザインに取り入れたラインナップを多発させた、青島文化教材社「合体シリーズ」の奇抜なアイデアに対して「私はアニメで、アオシマさんは玩具で、それぞれ子供の夢を育むという目標を持っていたという点では一緒だったのかも知れませんね」と発言し、肯定的な立場を取っている[35]。なお、この際、「首だけダイターン」を見て、「それにしても、これ、金属で作ったら良いオブジェになるだろうなあ」との感想も述べている[35]。
- 『機動戦士ガンダム』および「原作：富野由悠季」とプロットされるガンダムシリーズでの成功から、富野アニメの代表的なメカニックデザイナーと誤解を受けることもあるが、「一緒に仕事した監督・演出家としては、一番多いのはタツノコプロの笹川ひろし、次にサンライズの高橋良輔で、富野とはすごく少ない。機動戦士Zガンダムの時には世代交代するから休めと言われた。」と安彦良和との対談で語っている[36]。

## 作品年譜

### アニメ作品
| 年             | 媒体   | 参加作品                                                                | クレジット                            | 備考 |
| -------------- | ------ | ----------------------------------------------------------------------- | ------------------------------------- | --- |
| 1972年- 1974年 | TV     | 科学忍者隊ガッチャマン                                                  | メカニックデザイン                    | 本作タイトルロゴが業界初仕事。中村光毅が担当するメインメカ以外の敵メカ（鉄獣メカ）や乗り物などをすべて任された。                                                                   |
| 1973年- 1974年 | TV     | 新造人間キャシャーン                                                    | ノンクレジット                        | クレジットはされていないが、隣のデスクのスタッフがデザインに抜擢されたため、少しだけその手伝いをした。メカは主に中村光毅が担当している。                                           |
| 1974年- 1975年 | TV     | 破裏拳ポリマー                                                          | メカニックデザイン                    | |
| 1975年         | TV     | 宇宙の騎士テッカマン                                                    | メカニックデザイン                    | 天野喜孝がテッカマンとぺガスを、中村光毅がブルーアース号をデザインし、大河原は敵メカを担当した。本作まで主に中村が主役側、大河原が敵側のデザインという役割分担があった。           |
| 1975年- 1976年 | TV     | タイムボカン                                                            | メカニックデザイン                    | 主役メカ・メカブトンの底部に格納されるヤゴ型メカ・ヤゴマリンのみ。 |
| 1976年         | TV     | ゴワッパー5 ゴーダム                                                    | メカニックデザイン                    | 初めてメインメカを担当したシリーズで、サブメカ・ゲストメカを含むすべてのデザインを手掛けた。。                                                                                     |
| 1976年- 1977年 | TV     | ブロッカー軍団IVマシーンブラスター                                      | メカキャラクターデザイン              | 「松田豪」名義。 |
| 1977年         | TV     | ヤッターマン                                                            | メカニックデザイン                    | すべてのゲストメカを大河原がデザインし、主役メカは最初に登場するヤッターワンとヤッターペリカンのみ中村光毅が担当、途中から出て来るヤッターキング以降の主役メカは大河原が担当した。 |
| 1977年         | TV     | 合身戦隊メカンダーロボ                                                  | メカニックデザイン                    | 「デザインオフィス・メカマン」として参加。 |
| 1977年         | TV     | 超合体魔術ロボ ギンガイザー                                             | メカニックデザイン                    | 「デザインオフィス・メカマン」として参加。 |
| 1977年         | TV     | 超電磁マシーン ボルテスV                                                | メカニックデザイン                    | 「デザインオフィス・メカマン」として参加。 |
| 1977年         | TV     | 無敵超人ザンボット3                                                     | デザイン協力                          | バンドックの原案及び、メインメカの内部イラストを担当。 |
| 1977年         | TV     | とびだせ!マシーン飛竜                                                   | メカニックデザイン                    | |
| 1977年         | TV     | 激走!ルーベンカイザー                                                   | メカニック設定                        | 「デザインオフィス・メカマン」として参加。 |
| 1978年         | TV     | 無敵鋼人ダイターン3                                                     | メカニカルデザイン                    | |
| 1978年         | TV     | 宇宙魔神ダイケンゴー                                                    | メカニック設定                        | |
| 1978年         | TV     | 科学忍者隊ガッチャマンII                                                | メカニックデザイン                    | |
| 1979年         | TV     | ゼンダマン                                                              | メカニックデザイン                    | |
| 1979年         | TV     | ザ☆ウルトラマン                                                         | メカニックデザイン                    | 第1～18話、第24話 |
| 1979年         | TV     | 機動戦士ガンダム                                                        | メカニカルデザイン                    | |
| 1979年         | TV     | 科学忍者隊ガッチャマンF                                                 | メカニックデザイン                    | |
| 1980年         | TV     | 無敵ロボ トライダーG7                                                   | メカニカルデザイン                    | |
| 1980年         | TV     | タイムパトロール隊オタスケマン                                          | メカニックデザイン                    | |
| 1980年         | TV     | とんでも戦士ムテキング                                                  | メカニックデザイン                    | |
| 1981年         | TV     | 海底大戦争 愛の20000マイル                                              | メカニックデザイン                    | |
| 1981年         | TV     | 最強ロボ ダイオージャ                                                   | メカニカルデザイン                    | |
| 1981年         | TV     | ヤットデタマン                                                          | メカニックデザイン                    | |
| 1981年         | TV     | ゴールドライタン                                                        | メカニック・デザイン                  | |
| 1981年         | 映画   | ドラえもん のび太の宇宙開拓史                                           | メカニックデザイン                    | |
| 1981年- 1982年 | 映画   | 劇場版 機動戦士ガンダムシリーズ                                         | メカニカルデザイン                    | |
| 1981年- 1983年 | TV     | 太陽の牙ダグラム                                                        | メカニカル・デザイン                  | |
| 1982年         | TV     | 戦闘メカ ザブングル                                                     | メカニカルデザイン                    | |
| 1982年         | TV     | 逆転イッパツマン                                                        | メカニックデザイン                    | |
| 1983年         | TV     | 未来警察ウラシマン                                                      | メカニックデザイン                    | |
| 1983年         | TV     | 装甲騎兵ボトムズ                                                        | メカニカル・デザイン                  | メカから小道具まですべてのデザインを担当し、そのコンセプトを統一している。 |
| 1983年         | TV     | イタダキマン                                                            | メカニックデザイン                    | |
| 1983年         | 映画   | ザブングルグラフィテイ                                                  | メカニカルデザイン                    | |
| 1983年         | 映画   | ドキュメント 太陽の牙ダグラム                                           | メカニカルデザイン                    | |
| 1983年         | TV     | 銀河漂流バイファム                                                      | メカニカルデザイン                    | |
| 1984年         | TV     | 機甲界ガリアン                                                          | メカニカルデザイン                    | |
| 1984年         | TV     | 超力ロボ ガラット                                                       | メカニカルデザイン                    | |
| 1985年         | TV     | 機動戦士Ζガンダム                                                       | メカニカルデザイン                    | |
| 1985年         | OVA    | 装甲騎兵ボトムズ ザ・ラストレッドショルダー                             | メカニカルデザイン                    | |
| 1985年         | TV     | 蒼き流星SPTレイズナー                                                   | メカニカルデザイン                    | |
| 1986年         | TV     | 機動戦士ガンダムΖΖ                                                      | デザイン協力                          | |
| 1986年         | OVA    | 装甲騎兵ボトムズ ビッグバトル                                           | メカニカルデザイン                    | |
| 1987年         | TV     | 機甲戦記ドラグナー                                                      | メカデザイン                          | |
| 1988年         | OVA    | 装甲騎兵ボトムズ レッドショルダードキュメント 野望のルーツ              | メカニカルデザイン                    | |
| 1988年         | OVA    | 機甲猟兵メロウリンク                                                    | メカニックデザイン                    | |
| 1989年         | TV     | 魔動王グランゾート                                                      | メカニカルデザイン                    | |
| 1989年         | OVA    | 機動戦士ガンダム0080 ポケットの中の戦争                                 | モビルスーツ原案                      | |
| 1990年         | TV     | 勇者エクスカイザー                                                      | メカニックデザイン                    | |
| 1990年         | TV     | からくり剣豪伝ムサシロード                                              | からくり人デザイン                    | |
| 1991年         | TV     | 太陽の勇者ファイバード                                                  | メカデザイン                          | |
| 1991年         | 映画   | 機動戦士ガンダムF91                                                     | メカニカルデザイン                    | |
| 1991年         | OVA    | 機動戦士ガンダム0083 STARDUST MEMORY                                    | モビルスーツ原案                      | |
| 1992年         | TV     | 伝説の勇者ダ・ガーン                                                    | メカデザイン                          | |
| 1993年         | TV     | 勇者特急マイトガイン                                                    | メカデザイン                          | |
| 1993年         | TV     | 機動戦士Vガンダム                                                       | メカニカルデザイン                    | |
| 1993年         | TV     | 疾風!アイアンリーガー                                                   | メカニックデザイン                    | |
| 1993年         | OVA    | タイムボカン王道復古                                                    | メインメカ                            | |
| 1994年         | TV     | 勇者警察ジェイデッカー                                                  | メカデザイン                          | |
| 1994年         | OVA    | 装甲騎兵ボトムズ 赫奕たる異端                                           | メカニカルデザイン                    | |
| 1994年         | TV     | 機動武闘伝Gガンダム                                                     | メカニカルデザイン                    | |
| 1995年         | TV     | 黄金勇者ゴルドラン                                                      | メカデザイン                          | |
| 1995年         | TV     | 新機動戦記ガンダムW                                                     | メカニカルデザイン                    | |
| 1996年         | OVA    | 機動戦士ガンダム 第08MS小隊                                             | メカニカルデザイン                    | |
| 1996年         | TV     | 勇者指令ダグオン                                                        | メカデザイン                          | |
| 1996年         | TV     | 機動新世紀ガンダムX                                                     | メカニカルデザイン                    | |
| 1996年         | TV     | 超者ライディーン                                                        | メカニカルコンセプト                  | |
| 1997年         | OVA    | 新機動戦記ガンダムW Endless Waltz                                       | メカニカルデザイン                    | |
| 1997年         | TV     | 勇者王ガオガイガー                                                      | メカニックデザイン                    | |
| 1998年         | TV     | 銀河漂流バイファム13                                                    | メカニックデザイン                    | |
| 1998年         | TV     | ダイノゾーン                                                            | キャラクターデザイン                  | |
| 1999年         | TV     | ∀ガンダム                                                               | メカニカルデザイン                    | |
| 1999年         | TV     | ベターマン                                                              | メカニックデザイン                    | |
| 2000年         | OVA    | 勇者王ガオガイガーFINAL                                                 | メカニックデザイン                    | |
| 2000年         | TV     | タイムボカン2000 怪盗きらめきマン                                       | メカニックデザイン                    | |
| 2000年         | その他 | GUNDAM THE RIDE                                                         | メカニカルデザイン                    | |
| 2001年- 2004年 | OVA    | 機甲兵団 J-PHOENIX PFリップス小隊                                       | メカデザイン原案                      | |
| 2002年         | TV     | 機動戦士ガンダムSEED                                                    | メカニックデザイン                    | |
| 2002年         | TV     | 超重神グラヴィオン                                                      | グラヴィオンデザイン                  | |
| 2004年         | OVA    | 機動戦士ガンダム MS IGLOO                                               | ベースメカニカルデザイン              | |
| 2004年         | TV     | 機動戦士ガンダムSEED DESTINY                                            | メカニックデザイン                    | |
| 2005年- 2006年 | 映画   | 機動戦士Ζガンダム A New Translation シリーズ                            | メカニカルデザイン                    | |
| 2005年         | その他 | 銀魂（ジャンプフェスタ・アニメツアー'05上映版）                         | メカデザイン                          | |
| 2006年         | OVA    | スーパーロボット大戦OG -ディバイン・ウォーズ-                           | メカデザイン                          | |
| 2006年         | OVA    | 機動戦士ガンダムSEED C.E.73 STARGAZER                                   | メカニックデザイン                    | |
| 2007年         | TV     | 機神大戦ギガンティック・フォーミュラ                                    | ギガンティックデザイン                | |
| 2007年- 2009年 | TV     | 機動戦士ガンダム00                                                      | メカニックデザイン                    | |
| 2007年- 2008年 | OVA    | 装甲騎兵ボトムズ ペールゼン・ファイルズ                                 | メカニカルデザイン                    | |
| 2008年- 2009年 | TV     | ヤッターマン（第2作）                                                   | メカニックデザイン                    | |
| 2009年         | その他 | リング・オブ・ガンダム                                                  | オリジナルガンダムデザイン            | |
| 2009年         | 映画   | 劇場版 ヤッターマン 新ヤッターメカ大集合! オモチャの国で大決戦だコロン! | メカニックデザイン                    | |
| 2010年         | OVA    | 機動戦士ガンダムUC                                                      | モビルスーツ原案                      | |
| 2010年         | OVA    | 装甲騎兵ボトムズ 幻影篇                                                 | メカニカルデザイン                    | |
| 2010年         | 映画   | 劇場版 機動戦士ガンダム00 -A wakening of the Trailblazer-               | メカニックデザイン                    | |
| 2010年         | TV     | スーパーロボット大戦OG -ジ・インスペクター-                             | メカニックデザイン                    | |
| 2010年         | OVA    | 装甲騎兵ボトムズ Case;IRVINE                                            | メカニカルデザイン                    | |
| 2010年         | その他 | 模型戦士ガンプラビルダーズ ビギニングG                                  | メカニックデザイン                    | |
| 2011年         | OVA    | 装甲騎兵ボトムズ 孤影再び                                               | メカニカルデザイン                    | |
| 2012年         | OVA    | 一発必中!!デバンダー                                                    | メカニックデザイン                    | |
| 2013年         | TV     | 革命機ヴァルヴレイヴ                                                    | メカニカルデザイン                    | |
| 2013年         | TV     | ガンダムビルドファイターズ                                              | メカニックデザイン                    | |
| 2014年         | TV     | スペース☆ダンディ                                                       | ゲストメカデザイン、 機動戦士デザイン | |
| 2014年         | TV     | ガンダムビルドファイターズトライ                                        | メカニックデザイン                    | |
| 2015年         | OVA    | 機動戦士ガンダム THE ORIGIN                                             | オリジナルメカニカルデザイン          | |
| 2015年         | Web    | 機動戦士ガンダム サンダーボルト                                         | モビルスーツ原案                      | |
| 2016年         | 映画   | 映画プリパラ み〜んなのあこがれ♪レッツゴー☆プリパリ                     | プリメカデザイン                      | |
| 2016年         | TV     | タイムボカン24                                                          | メカニックデザイン （アクダーマメカ） | |
| 2016年         | TV     | ガンダムビルドファイターズトライ アイランド・ウォーズ                   | メカニックデザイン                    | |
| 2017年         | Web    | 機動戦士ガンダム Twilight AXIS                                          | オリジナルメカデザイン                | |
| 2017年         | Web    | ガンダムビルドファイターズ バトローグ                                   | メカニックデザイン                    | |
| 2017年         | Web    | ガンダムビルドファイターズ GMの逆襲                                     | メカニックデザイン                    | |
| 2017年         | TV     | タイムボカン 逆襲の三悪人                                               | メカニックデザイン （アクダーマメカ） | |
| 2018年         | TV     | ガンダムビルドダイバーズ                                                | メカニックデザイン                    | |
| 2019年- 2020年 | Web    | ガンダムビルドダイバーズRe:RISE                                         | メカニックデザイン                    | |
| 2020年         | TV     | もっと!まじめにふまじめ かいけつゾロリ                                  | メカデザイン                          | 第1シリーズ22～25話 |
| 2020年         | TV     | 最響カミズモード!                                                       | ゲストキャラデザイン                  | |
| 2021年         | 映画   | EUREKA/交響詩篇エウレカセブン ハイエボリューション                      | ゲストメカデザイン                    | |
| 2021年         | Web    | ガンダムブレイカー バトローグ                                           | メカニックデザイン                    | |
| 2022年         | 映画   | 機動戦士ガンダム ククルス・ドアンの島                                   | メカニカルデザイン                    | |
| 2023年         | Web    | ガンダムビルドメタバース                                                | メカニックデザイン                    | |
| 2024年         | 映画   | 機動戦士ガンダムSEED FREEDOM                                            | メカニカルデザイン                    | |
| 2025年         | TV     | 機動戦士Gundam GQuuuuuuX                                                | モビルスーツ原案                      | |

### 漫画作品
| 年             | 参加作品                                                   | クレジット            |
| -------------- | ---------------------------------------------------------- | --------------------- |
| 1989年- 1993年 | 超戦士ガンダム野郎                                         | 原案・監修            |
| 1990年-1994年  | SD武者ガンダム風雲録                                       | 原案・監修            |
| 1994年-1995年  | 新武者ガンダム 七人の超将軍                                | 原案・監修            |
| 1995年-1996年  | 新武者ガンダム 超機動大将軍                                | 原案・監修            |
| 1996年         | 超武者ガンダム 武神輝羅鋼                                  | 原案・監修            |
| 1997年         | 超武者ガンダム 刕覇大将軍                                  | 原案・監修            |
| 1998年         | 新武者頑駄無 天星七人衆                                    | 原案・監修            |
| 1999年         | 新武者ガンダム ムシャ戦記 光の変幻編                       | 原案・監修            |
| 2000年         | SDガンダム ムシャジェネレーション                          | 原案                  |
| 2001年- 2011年 | 機動戦士ガンダム THE ORIGIN                                | メカニックデザイン    |
| 2010年- 2023年 | 機動戦士ガンダムMSV-R ジョニー・ライデンの帰還             | メカニックデザイン    |
| 2012年- 2017年 | 機動戦士ガンダムMSV-R 宇宙世紀英雄伝説虹霓のシン・マツナガ | メカニックデザイン    |
| 2015年- 連載中 | 機動戦士ガンダム外伝ザ・ブルー・ディスティニー             | メカニックデザイン    |
| 2019年- 2024年 | 機動戦士ガンダムF90FF                                      | オリジナルF90デザイン |
| 2023年- 連載中 | 勇者宇宙ソーグレーダー                                     | メカニックデザイン    |
| 2024年- 連載中 | 機動戦士ガンダムF90クラスター                              | オリジナルF90デザイン |

### ゲーム作品
| 年             | 参加作品                                                 | クレジット                                       | 備考                                     |
| -------------- | -------------------------------------------------------- | ------------------------------------------------ | ---------------------------------------- |
| 1988年         | アサルト                                                 | メカデザイン                                     |                                          |
| 1990年         | サイバーナイト                                           | メカニック・デザイン                             |                                          |
| 1991年         | 機動戦士ガンダムF91 フォーミュラー戦記0122               | メカニックデザイン                               |                                          |
| 1992年         | ヒーロー戦記 プロジェクト オリュンポス                   | ゲストメカデザイン                               |                                          |
| 1993年         | 装甲騎兵ボトムズ ザ・バトリングロード                    | MECHANIC DESIGN                                  |                                          |
| 1995年         | 機動戦士ガンダム CROSS DIMENSION 0079                    | メカニックデザイン                               |                                          |
| 1995年         | 第4次スーパーロボット大戦                                | オリジナルメカデザイン                           |                                          |
| 1995年         | ヴェルヌワールド                                         | タイトルロゴデザイン                             |                                          |
| 1996年         | アースライト ルナ・ストライク                            | HUユニット・メカニック・デザイン                 |                                          |
| 1996年- 1997年 | 機動戦士ガンダム外伝 THE BLUE DESTINY                    | メカニック・デザイン                             |                                          |
| 1997年         | ガンダム・ザ・バトルマスター                             | ORIGINAL MS DESIGNER                             |                                          |
| 1997年         | スーパーロボット大戦F                                    | オリジナルメカデザイン                           |                                          |
| 1998年         | 新世代ロボット戦記 ブレイブサーガ                        | メカニックデザイン                               |                                          |
| 1999年         | 装甲騎兵ボトムズ ライトニングスラッシュ                  | メカニックデザイン                               |                                          |
| 1999年         | スーパーロボット大戦F 完結編                             | オリジナルメカデザイン                           |                                          |
| 1999年         | 装甲騎兵ボトムズ 鋼鉄の軍勢                              | メカニックデザイン                               |                                          |
| 1999年         | わんダービークルズ ドギーボーン大作戦                    | ユニットデザイン                                 |                                          |
| 1999年         | サンライズ英雄譚                                         | メカデザイン                                     |                                          |
| 2000年         | ブレイブサーガ2                                          | メカニックデザイン                               |                                          |
| 2000年         | G-SAVIOUR                                                | Mechanical Designer                              |                                          |
| 2000年         | サンライズ英雄譚R                                        | オリジナルメカデザイン                           |                                          |
| 2001年         | 機甲兵団 J-PHOENIX                                       | メカデザインコンセプト                           |                                          |
| 2001年         | サンライズ英雄譚2                                        | オリジナルメカデザイン                           |                                          |
| 2002年         | 機甲武装Gブレイカー                                      | メインメカニックデザイン                         |                                          |
| 2002年         | スーパーロボット大戦ORIGINAL GENERATION                  | オリジナルメカデザイン                           |                                          |
| 2004年         | スーパーロボット大戦GC                                   | オリジナルメカニカルデザイン                     |                                          |
| 2005年         | Another Century's Episode                                | オリジナルメカデザイン（バンプレストオリジナル） |                                          |
| 2005年         | スーパーロボット大戦ORIGINAL GENERATION2                 | オリジナルメカデザイン                           |                                          |
| 2006年         | SDガンダム スカッドハンマーズ                            | キービジュアル・ハンマー設定イラスト             |                                          |
| 2007年         | スーパーロボット大戦OG ORIGINAL GENERATIONS              | オリジナルメカニックデザイン                     |                                          |
| 2007年         | Another Century's Episode 3 THE FINAL                    | ファルゲンカスタムデザイン                       |                                          |
| 2008年         | 機動戦士ガンダム00 ガンダムマイスターズ                  | オリジナルスタッフ（デザイナー/メカニック）      |                                          |
| 2008年         | ヤッターマンWii ビックリドッキリマシンで猛レースだコロン | オリジナルマシンデザイン                         |                                          |
| 2009年         | SDガンダム GGENERATION SPIRITS                           | オリジナル・メカニカル・デザイン                 | 「ビギナ・ロナ」のデザインを担当。       |
| 2011年         | ファンタシースターポータブル2 インフィニティ             |                                                  |                                          |
| 2016年         | スーパーロボット大戦OG ムーン・デュエラーズ              | オリジナルメカニックデザイン                     |                                          |
| 2016年         | ワールド オブ ファイナルファンタジー                     | ゴッドオメガデザイン                             |                                          |
| 2016年         | World of Tanks Blitz                                     |                                                  | オリジナル戦車「O-47」をデザイン。       |
| 2022年         | スーパーロボット大戦30（エキスパンションパック）         |                                                  | 新設定のスコープドッグのデザインを担当。 |
| 2024年         | NARAKA:BLADEPOINT                                        |                                                  | 岳山のオリジナル衣装をデザイン。         |

### 遊技機
| 年     | 参加作品                                  | クレジット   | 備考                   |
| ------ | ----------------------------------------- | ------------ | ---------------------- |
| 2007年 | パチスロ「機動戦士ガンダムⅡ～哀・戦士編～ | 筐体デザイン |                        |
| 2011年 | パチスロ 装甲騎兵ボトムズ                 |              | 新ATのデザインを担当。 |
| 2013年 | CR装甲騎兵ボトムズ XLA                    |              | 新ATのデザインを担当。 |

### その他
- グリコ（男の子の玩具のデザインを担当）
- トランスフォーマーシリーズ（玩具デザイン）
- オモロイド（メカニックデザイン）
- 東京都稲城市イメージキャラクター 稲城なしのすけ（井上ジェットと共作）[53]
- 名古屋鉄道創業120周年記念乗車券「The second」（記念乗車券・掲示物の車両イラストを担当）[54][注 7]
- 警視庁特殊詐欺防止キャラクター「ストッポ君」[55]
- エヴォロイド（メカニックデザイン）
- 装甲騎兵ボトムズ×東京女子プロレスコラボ[56]
- 週刊「装甲騎兵ボトムズ スコープドッグをつくる」（台座デザイン[57]）
- 超合金ミッキーマウス[58]

## 著書
- 『MECHANICAL DESIGNER 大河原邦男 デザイン・ノート』（徳間書店、1982年3月10日発行、『アニメージュ』1982年3月号第1付録）
- 『テレビマガジンデラックス21 太陽の牙ダグラム メカニカルアート集 大河原邦男の世界』（講談社、1983年8月9日第1刷）ISBN 4-06-172471-1
- 『IRON WORKS 大河原邦男アイアンワークス』（バンダイ、1989年11月20日発行）ISBN 4-89189-462-8
- 『大河原邦男画集 GUNDAM ART WORKS』（ムービック、1998年9月1日初版発行）ISBN 4-89601-397-2
- 『大河原邦男画集2 VOTOMS ART WORKS』（ムービック、1998年12月1日初版発行）ISBN 4-89601-409-X
- 『大河原邦男 GUNDAM DESIGN WORKS』（ムービック、1999年11月1日初版発行）ISBN 4-89601-436-7
- 『大河原邦男 DOURGRAM & VOTOMS DESIGN WORKS』（ムービック、2000年4月1日初版発行）ISBN 4-89601-455-3
- 『大河原邦男 REAL ROBOT DESIGN WORKS』（ムービック、2000年5月1日発行）ISBN 4-89601-474-X
- 『大河原邦男 BRAVE SERIES DESIGN WORKS』（ムービック、2000年8月15日発行）ISBN 4-89601-487-1
- 『大河原邦男画集 機動戦士ガンダム 原典継承』（角川書店、2009年3月26日初版発行）ISBN 978-4-04-854294-4
- 『イラストレーション9月号 | No.199』（玄光社、2013年9月1日発行）雑誌 01679-09
  - 特集：大河原邦男、谷川俊太郎の絵本、ミロコマチコ、町田尚子、いぬんこ
- 『大河原邦男リアルヒーローメカニクス01』（今井出版、2014年12月1日発売）ISBN 978-4-906794-66-9
- 『大河原邦男Walker [メカニックデザインの鉄人]』（KADOKAWA、2015年8月27日第1刷発行）ISBN 978-4-04-731987-5
- 『メカニックデザイナーの仕事論 ヤッターマン、ガンダムを描いた職人』（光文社新書、2015年8月20日初版第1刷発行）ISBN 978-4-334-03874-8
- 『大河原邦男画集 機動戦士ガンダム MSVスタンダード』（KADOKAWA、2018年2月26日初版発行）ISBN 978-4-04-106701-7
- 『ヤッターメカ、ガンダムを生んだメカニックデザイナー 大河原邦男 プロフェッショナルの50年』（KADOKAWA、2023年10月26日初版発行）ISBN 978-4-04-114171-7

## 展覧会
- 2009年 - 「大河原邦男のメカデザイン ガンダム、ボトムズ、ダグラム」（東京都八王子市の八王子市夢美術館）
- 2012年 - 「大河原邦男作品展」（東京都稲城市稲城市立iプラザ）
- 2012年 - 「メカデザインFOR1/1 メカニックデザイナー大河原邦男」（福岡県嘉麻市の嘉麻市立織田廣喜美術館）
- 2013年 - 「超・大河原邦男展―レジェンド・オブ・メカデザイン―」（兵庫県神戸市兵庫県立美術館）
- 2015〜2016年 - 「メカニックデザイナー 大河原邦男展」（東京都台東区上野の森美術館、滋賀県守山市の佐川美術館、福岡県北九州市の北九州市漫画ミュージアムにて巡回開催）